# 1935年1月19日月食
1935年1月19日月食为一次在协调世界时1935年1月19日出現的月全食。該次月食半影食分為2.477、全影食分為1.354。偏食維持了114分，全食維持43分。

## 概述
這次月食的食分是8.06，偏食維持了114分，全食維持43分。

## 基本參數
- 類型：月全食
- 食甚資料：
  - 日期：1935年1月19日
  - 時間：15:47
  - 月球位置：赤經8.06度、赤緯20.7度
  - 食分：半影食分：2.477、全影食分：1.354
  - 持續時間：偏食114分、全食43分

## 外部連結
- NASA月食專頁（页面存档备份，存于）（英文）